# Battaglia di Leeds
La battaglia di Leeds fu uno scontro che si svolse il 23 gennaio 1643 presso Leeds, in Yorkshire, in Inghilterra. Essa fu parte della prima guerra civile inglese, contrapponendo Realisti e Parlamentaristi.
L'attacco fu dettato in parte dalla necessità di avere localmente una superiorità in favore della causa parlamentarista; il conte di Newcastle aveva da poco spostato il rapporto dei poteri nello Yorkshire a favore dei realisti con l'aggiunta di un esercito di 8 000 uomini e aveva inviato uno dei suoi comandanti, Sir William Savile che aveva conquistato Leeds. L'area del West Riding dello Yorkshire era nota per il commercio di abiti e Ferdinando, lord Fairfax inviò suo figlio, Sir Thomas Fairfax a fortificare la vicina Bradford, prima di procedere all'attacco di Leeds.
Savile, che era al comando di circa 2 000 uomini a Leeds, costruì una trincea sul lato occidentale di Leeds, distruggendo uno dei ponti che consentivano l'accesso alla città e fortificando pesantemente l'altro. Lord Fairfax attaccò nel corso di una pesante tormenta di neve, disponendo i suoi 3 000 uomini ad attaccare Leeds da tre fronti diversi. La battaglia durò circa due ore prima che i parlamentaristi si assicurassero il controllo della città catturando circa 500 prigionieri. Lord Fairfax perse circa 20 uomini nell'attacco, mentre i realisti ne persero quasi il doppio.

## Antefatti
Nel gennaio del 1643 la prima guerra civile inglese era ormai in essere da cinque mesi, da quando cioè Carlo I aveva levato il suo stendardo su Nottingham ed aveva dichiarato il conte di Essex, e per estensione tutti i membri del parlamento, traditori. Quest'azione fu il culmine di cinquant'anni di tensioni religiose, fiscali e legislative.

### Lo Yorkshire

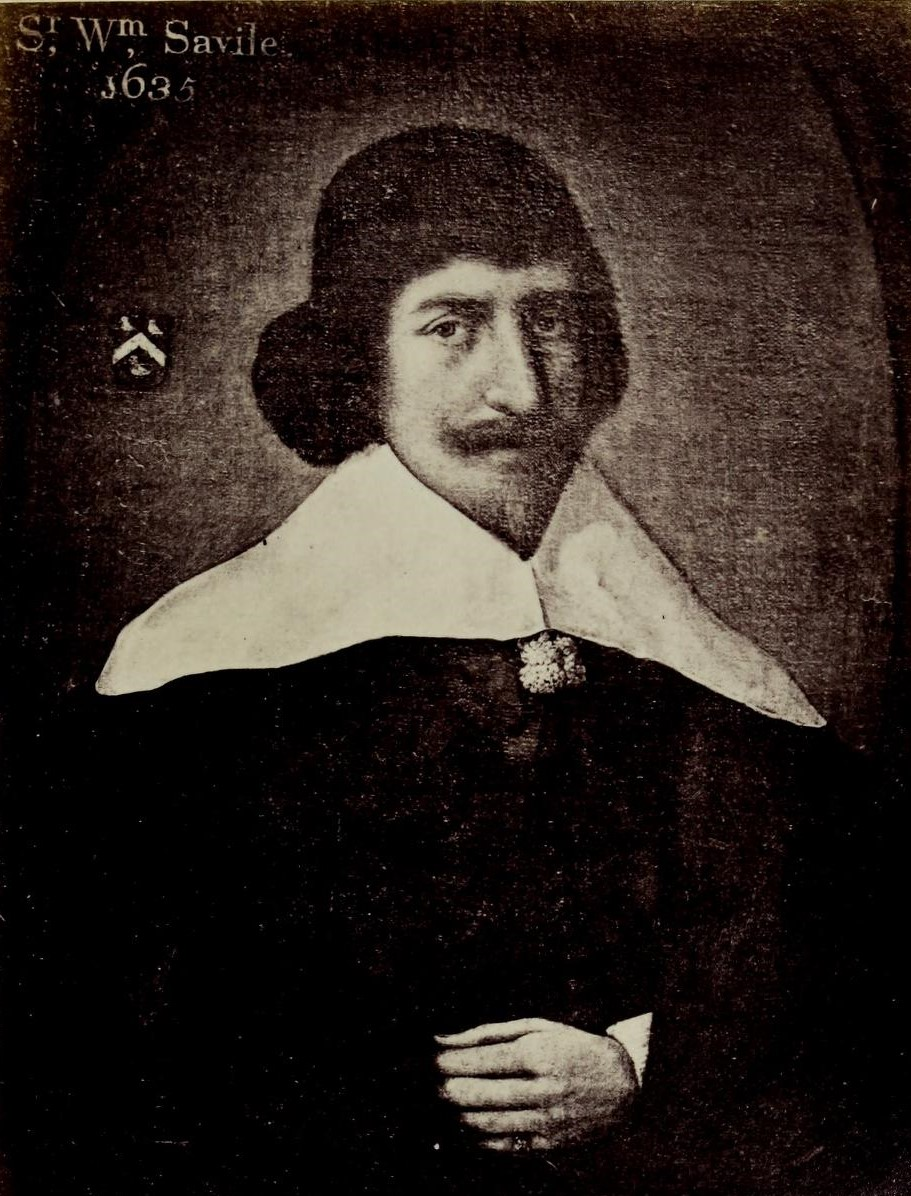
Nel dicembre del 1642, Sir William Savile si stabilì con le truppe realiste a Leeds.

Con l'inizio formale della guerra civile ad agosto, Carlo I nominò il conte di Cumberland come comandante delle forze realiste nello Yorkshire. Uno scrittore contemporaneo, sir Philip Warwick, disse che il "genio di Cumberland non era militare", e che per questo i realisti con lui a capo persero molti uomini subendo pesanti sconfitte. Vennero fatti dei negoziati col conte di Newcastle per assisterli, e il conte di Cumberland dovette infine cedere il comando. Il conte di Newcastle avanzò nello Yorkshire con circa 
8 000 uomini, sconfiggendo i parlamentaristi a Piercebridge e stabilendosi a York dal 3 dicembre. Tra i suoi uomini vi era anche Sir William Savile, che venne inviato ad assicurarsi il West Riding e i villaggi di Leeds, Wakefield e Bradford. Savile era vice luogotenente del West Riding ed aveva recuperato un reggimento di 900 uomini nella regione a partire dal 1639. Con 1 500 fanti e 500 cavalieri, Savile prese Leeds e Wakefield senza combattere, ma venne respinto da Bradford quando provò a conquistare la città il 18 dicembre.
L'avanzata del conte di Newcastle nello Yorkshire aveva spostato il bilanciamento dei poteri in maniera significativa; sino a quel momento i parlamentaristi, guidati da Ferdinando, lord Fairfax, avevano reclutato e manovrato le proprie forze meglio dei realisti, ottenendo un miglior controllo della contea. L'introduzione di un'armata di 8 000 elementi realisti lasciò i parlamentaristi pesantemente sottodimensionati e incapaci di recuperare. Temendo che il supporto popolare nell'area potesse sfuggirgli di mano, lord Fairfax inviò suo figlio, Sir Thomas Fairfax a supportare la città di Bradford; il figlio  giunse nella cittadina alla fine di dicembre con 120 dragoni e tre gruppi di cavalieri.

### Leeds
Il piccolo villaggio di Leeds nel West Riding dello Yorkshire ebbe un ruolo importante a livello tattico ed economico per tutta la durata della guerra civile. L'industria del vestiario era fondamentale nell'area e Leeds era un punto focale. Inoltre, la cittadina di Leeds era posta sulla strada che collegava York, Chester e Hull, controllando così gli accessi alla produzione di cibo per tutta l'area circostante. All'epoca Leeds era orientata su un'unica strada che l'attraversava chiamata Briggate; il villaggio aveva una popolazione di circa 6 000 abitanti.
A differenza di città come Hull, Leeds non aveva mura e disponeva di difese naturali minime. Savile preparò le difese del villaggio, facendo  scavare una trincea profonda quasi due metri dalla chiesa di San Giovanni Evangelista al fiume. Fece costruire anche delle fortificazioni sul lato della città verso il fiume e vi piazzò delle colubrine da 8 e 10 libbre in direzione di Briggate. Gli accessi alla città lungo entrambe le estremità di Briggate e Head Row furono protetti da barricate, con posizioni difensive nelle vicinanze.

## Preludio

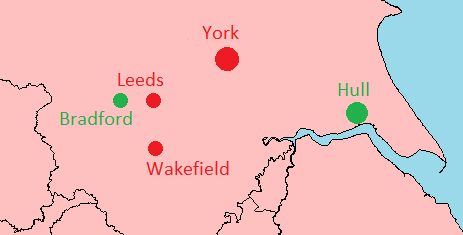
Mappa degli schieramenti tra le principali città dello Yorkshire meridionale prima della cattura di Leeds. Le città indicate in rosso si schierarono coi realisti mentre quelle in verde coi parlamentaristi.

Lord Fairfax armò quanti più residenti di Bradford poté e dalla seconda metà di gennaio disponeva di 3 600 uomini. Scrisse a suo padre per avvisarlo del fatto che: "Questi uomini sono sempre più impazienti di battersi appena fuori Leeds e Wakefield," spiegando nel contempo come questi due villaggi fossero vitali per l'economia di Bradford, e come egli fosse intenzionato a riconquistarli entrambi. Lord Fairfax si accordò per dar seguito all'operazione ed inviò dei rinforzi per sostenere l'attacco. Lo storico Andrew Hooper ha sottolineato come tale strategia fosse estremamente rischiosa, in quanto le due forze divise avrebbero potuto essere battute facilmente dai realisti separatamente. Un altro storico, Stanley D.M. Carpenter crede che lord Fairfax avesse pensato di non poter sostenere né vincere una battaglia corpo a corpo su vasta scala e che avesse deciso di adottare la strategia Fabian, stremando i realisti con attacchi di piccola portata.
Sir Thomas Fairfax assemblò una forza di 3 000 uomini di cui 800-1 000 erano moschettieri, 400-500 i cavalieri e i dragoni e 2 000 i clubmen. I clubmen erano prevalentemente gli uomini armati da Fairfax e raccolti tra Halifax e Bradford; con poca esperienza in battaglia, erano stati reclutati appena pochi giorni prima dello scontro. Lunedì 23 gennaio, lord Fairfax guidò le sue truppe all'assalto di Leeds. Il comando delle forze sul campo venne diviso fra tre ufficiali: Sir Henry Foulis guidò le truppe a cavallo; mentre William Fairfax (cugino di Thomas) guidò la fanteria, inclusi i clubmen; una forza più piccola si trovava al comando del capitano Mildmay, con una compagnia di dragoni e 30 moschettieri e 15 clubmen.
Lord Fairfax ordinò a Mildmay di prendere i suoi uomini e di spostarsi sulla riva sud del fiume Aire e di prendere possesso di Hunslet Moor sia per attaccare Leeds dall'unico ponte sul fiume a sud di Briggate, sia per impedire alla guarnigione di Leeds di inviare messaggeri a Wakefield. Col grosso delle sue forze, lord Fairfax intendeva attraversare il fiume presso l'abbazia di Kirkstall, a 3 miglia a nordovest di Leeds. Il ponte era stato distrutto dai realisti per impedire ai nemici di usarlo e pertanto lord Fairfax venne costretto ad attraversare il fiume all'Apperley Bridge, a 6,4 km di distanza, ritrovandosi coi suoi a Woodhouse Moor, a circa 1 miglio da Leeds. Da qui lord Fairfax inviò un trombettiere con un messaggio per Savile, chiedendogli la resa. Savile rifiutò di arrendersi, lamentandosi del fatto che "non sarebbe stata cosa civile" arrendersi senza combattere.

## La battaglia

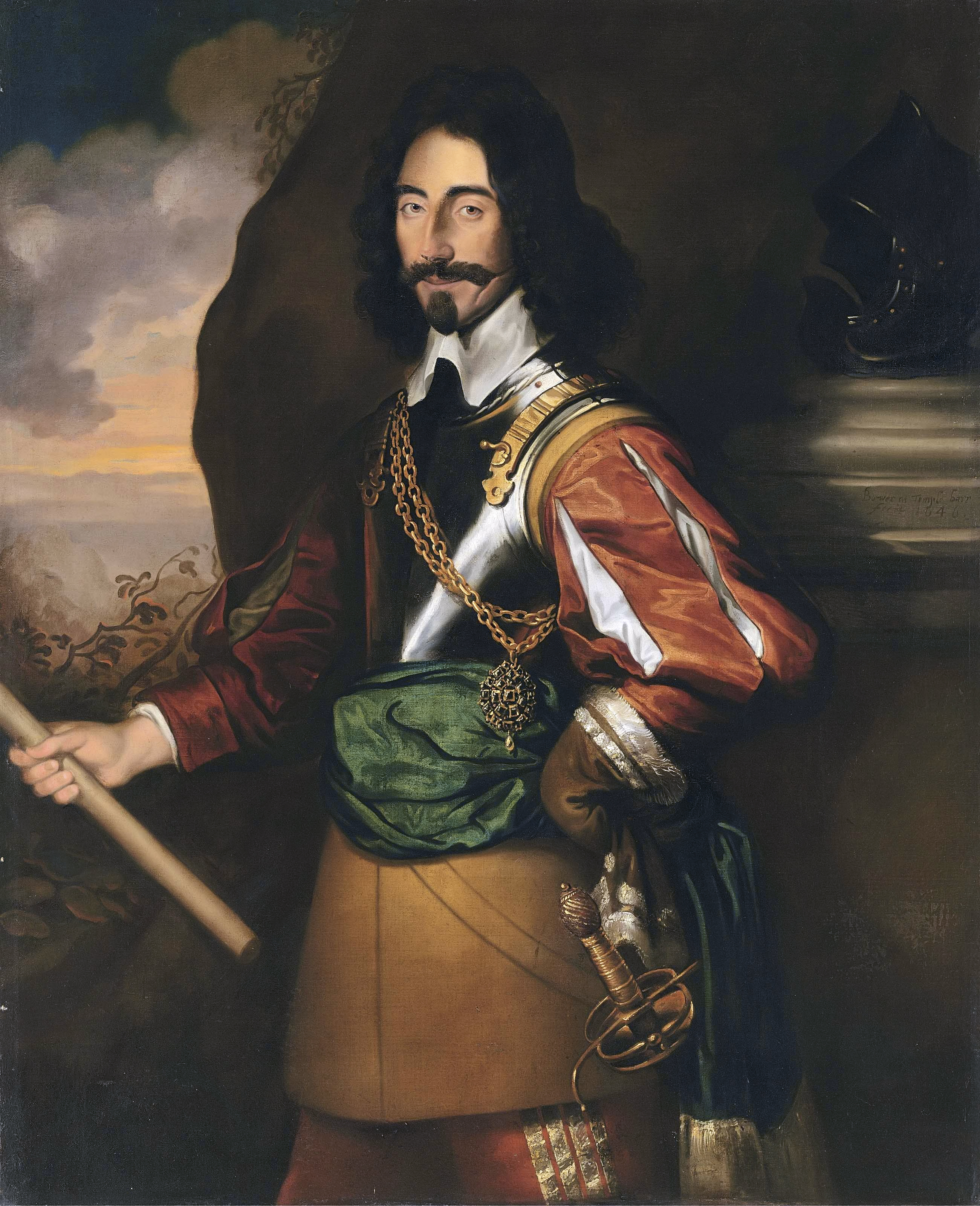
Sir Thomas Fairfax guidò i parlamentaristi nell'attacco.

Sotto una pesante tormenta di neve, Fairfax iniziò l'assalto a Leeds alle 14:00, inviando cinque compagnie di fanteria assieme ad una compagnia di dragoni smontati da cavallo. Al comando del sergente maggiore Forbes, questi si diressero a sud verso le trincee del fiume e attaccarono presso il ponte, venendo coinvolti in uno scontro con i moschetti. Lord Fairfax inviò anche suo cugino e sir Thomas Norcliffe con alcune compagnie di moschettieri ad assaltare la città da nord nei pressi della chiesa locale, mentre lui si dedicò ad attaccare il fronte occidentale. Le forze di Mildmay si avvicinavano dal fiume e costrinsero i realisti a spostarsi verso sud; come risultato, Savile ordinò che uno dei cannoni venisse spostato verso Briggate per bombardare gli uomini di Mildmay. Un gruppo di dragoni di Forbes cercò di concentrarsi nella conquista di una fortificazione abbandonata dai realisti. Poco dopo i realisti abbandonarono un'altra posizione e Forbes con Mildmay si unirono insieme.
Queste forze combinate risalirono Briggate scacciando gli uomini della guarnigione casa per casa man mano che procedevano. Schofield, pastore di una cappella presso Halifax che era al seguito dei parlamentaristi, guidò dodici moschettieri lungo la strada, riuscendo a uccidere i nemici e a catturare il cannone che era stato intenzionalmente piazzato per fermarli. Sia l'assalto di Thomas che quello di William Fairfax riuscirono a sfondare le barricate, ed alle 16:00 circa i tre gruppi si erano riuniti nella piazza del mercato della città, al termine di Briggate. Savile, assieme a uno dei suoi capitani ed al vicario del paese, fuggirono a nuoto attraverso il fiume Aire per proseguire poi a cavallo; Savile e il vicario vi riuscirono, mentre il capitano Beaumont annegò. Lord Fairfax catturò 460 soldati realisti prigionieri, 14 barili di polvere da sparo, due cannoni, assieme a diverse armi e munizioni. Dopo che questi ebbero giurato che non avrebbero più incrociato le spade coi parlamentaristi, vennero rilasciati. I realisti persero 40-50 uomini sul campo, mentre i parlamentaristi la metà.

## Conseguenze
I sopravvissuti della guarnigione di Leeds giunsero a Wakefield alle 18:00, portando con loro la notizia della presa di Leeds da parte dei parlamentaristi, fatto che spinse la guarnigione di Wakefield a ritirarsi verso Pontefract. Il conte di Newcastle decise di ritirare le sue forze sino a York. Wakefield venne presa dai parlamentaristi da Almondsbury il 24 gennaio. La conquista di Leeds venne largamente pubblicizzata dal parlamento inglese con dei pamphlet e dei libelli di cui uno noto come "Gli uomini di Bradford, con i loro forconi e le loro clave".
In quello stesso mese la regina Enrichetta Maria tornò da continente europeo con armi, munizioni, truppe, rifornimenti e denaro che permisero al conte di Newcastle di attaccare ancora. Questi costrinse lord Fairfax a ritirarsi da Tadcaster verso Leeds, mentre George Goring sconfisse Thomas Fairfax nella Battaglia di Seacroft Moor, catturando circa 800 parlamentaristi. Leeds rimase nelle mani dei parlamentaristi sino alla battaglia di Adwalton Moor, dopo la quale l'intero Yorkshire passò sotto il controllo dei realisti.
Thomas Fairfax vinse la battaglia decisiva di Marston Moor nel 1644, alla fine della quale i parlamentaristi conquistarono l'intera Inghilterra settentrionale. L'anno successivo lord Fairfax venne nominato comandante in capo delle forze parlamentariste, fondando il cosiddetto "New Model Army". Le vittorie dell'esercito, in particolare a Naseby e Langport, ripristinarono il controllo del parlamento sulla maggior parte del resto dell'Inghilterra.